# 陳康和
陳康和（1904年4月25日—1971年6月8日），字伯清。江蘇省興化縣人。民國37年（1948年）在江蘇省第五選區當選第一屆立法委員。

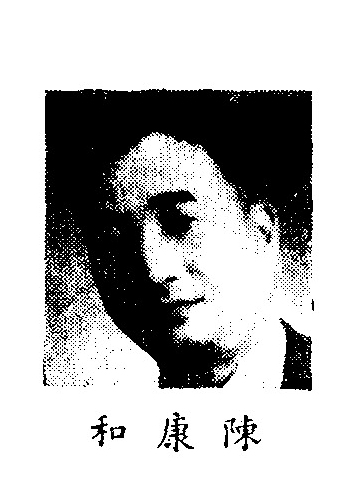
制憲國民大會代表

## 生平[1][2]
- 天津南開大學肄業
- 北平鹽務學校肄業
- 江蘇省立揚州中學教員
- 中國國民黨中央黨務學校畢業
- 中國國民黨江蘇省黨部執行委員
- 江蘇省蘇報社長
- 江蘇省政府江南行署祕書處長
- 蘇浙皖游擊區總指揮部政治主任
- 憲政實施促進委員會委員
- 制憲國民大會代表
- 民國37年，當選立法委員，民國60年6月8日病逝[3]